# Tarmo (1907)
Tarmo – fiński lodołamacz o napędzie parowym, zbudowany w 1907 roku w Anglii. Obecnie statek muzeum w Kotce.

## Budowa
Lodołamacz „Tarmo” został zbudowany w angielskiej stoczni Sir Armstrong Whitworth & Co z Newcastle na zamówienie urzędu pilotów morskich Wielkiego Księstwa Finlandii. Projekt stanowił rozwinięcie wcześniej zbudowanego lodołamacza „Sampo”. Wodowany został w 1907 roku, a przyjęty do eksploatacji w styczniu 1908 roku.

## Opis

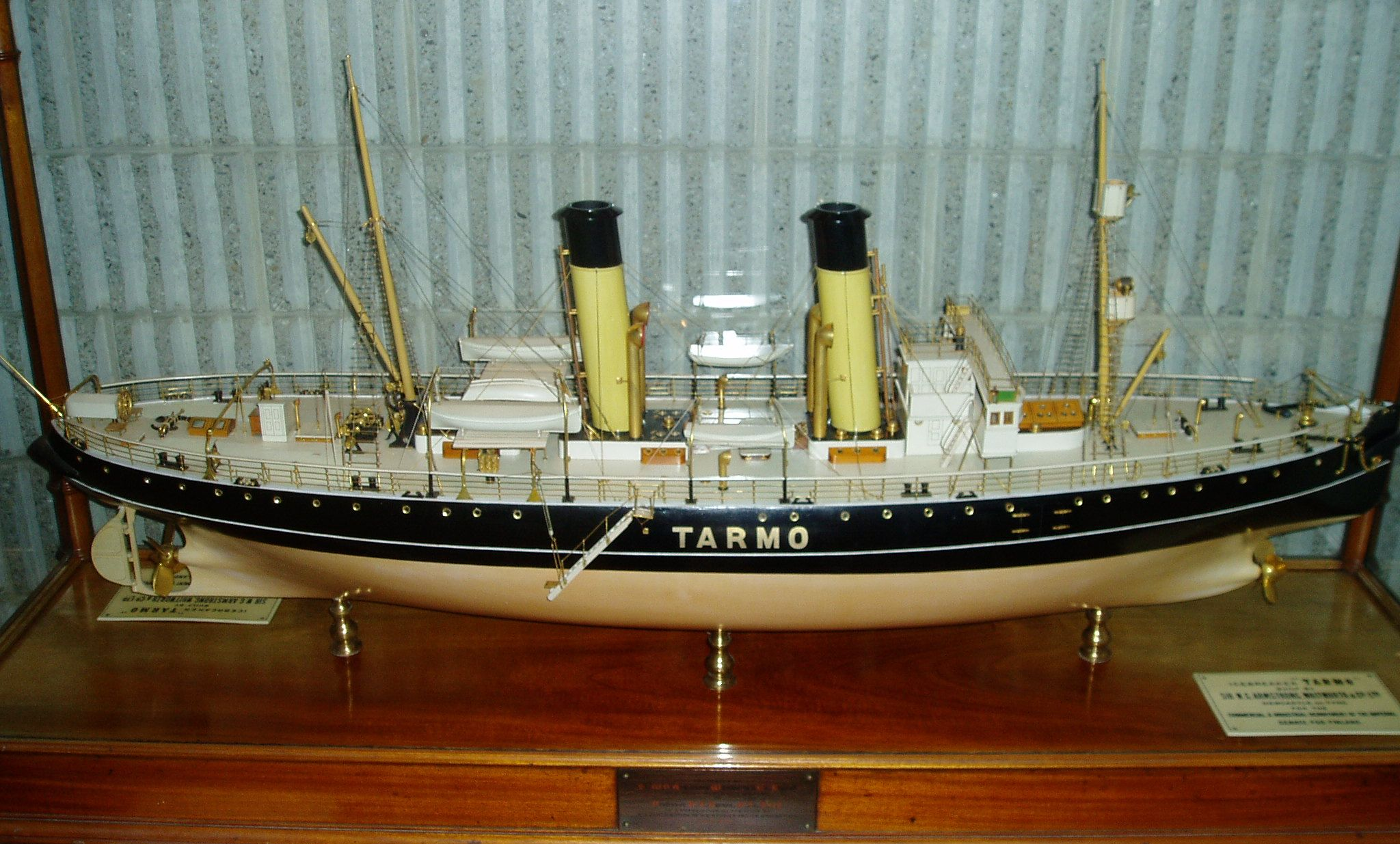
Model „Tarmo”

Lodołamacz miał wyporność standardową 2300 ton. Długość całkowita wynosiła 65,7 m, szerokość 14,1 m, a  zanurzenie 6 m. Napęd stanowiły dwie maszyny parowe o mocy łącznej 3850 KM, z tego jedna główna, napędzająca śrubę na rufie, i jedna pomocnicza, napędzająca śrubę na dziobie. Prędkość maksymalna wynosiła 13,5 węzła, a zasięg pływania 1460 mil morskich przy prędkości 11 w.
Do celów wojskowych lodołamacz mógł zostać uzbrojony w dwa działa kalibru 120 mm.

## Służba
„Tarmo” wszedł do eksploatacji w styczniu 1908 roku. Po wybuchu I wojny światowej w 1914 roku został zmobilizowany i wcielony do Floty Bałtyckiej Marynarki Wojennej Imperium Rosyjskiego. Po wybuchu rewolucji bolszewickiej w Rosji, jak inne statki i okręty, został przejęty przez siły „czerwone”. W dniach 24–27 lutego 1918 roku asystował w ewakuacji przez zalodzoną Zatokę Fińską floty z Rewla (Tallinna) zagrożonego przez niemieckie wojska do Helsinek. Po tym, 20 marca „Tamro” został zdobyty przez „białe” oddziały fińskie i uzbrojony. Został użyty do akcji przeciw flocie bolszewickiej, usiłującej w marcu roku dokonać tzw. lodowego przejścia z Helsingforsu do Kronsztadu. 31 marca koło wyspy Gogłand ostrzelał i zmusił do zawrócenia do Kronsztadu wysłany w tym celu bolszewicki lodołamacz „Jermak”. Po wojnie domowej, „Tarmo” następnie nadal służył w okresie międzywojennym w niepodległej Finlandii.
Podczas wojny zimowej, „Tarmo” został w styczniu 1940 roku przebazowany do wschodniej części Zatoki Fińskiej, aby zrobić przejście w lodach i uniemożliwić ewentualne obejście po lodzie radzieckich czołgów. 17 stycznia ostrzelał radziecki transportowiec „Kazachstan”. 18 stycznia 1940 roku został poważnie uszkodzony 500-kilogramową bombą w część dziobową w porcie w Kotce przez sześć bombowców DB-3 1 Minowo-Torpedowego Pułku Lotniczego Floty Bałtyckiej, przy czym zginęło 39 członków załogi i 11 zostało rannych. Lodołamacz wyremontowano do początku marca, po czym dalej kontynuował służbę.
Podczas służby „Tarmo” przeprowadził w lodach ponad 450 statków. Po wycofaniu z eksploatacji, w 1992 roku został przekształcony na statek muzeum w Kotce.